# إعادة تدوير الورق
إعادة تصنيع الورق هو سلسلة من العمليات التي تحول الورق المستعمل إلى مواد جديدة قابلة للاستعمال مجددا.
إن نقص المواد الأساسية وحاجة الإنسان لها ولدت له رغبة في ابتكار طرق لتغطية هذا النقص أو تقليله. فحاجته إلى المطاط والبلاستيك والورق دفعته لفكرة إعادة التصنيع حتى يتم الاقتصاد والاستغلال الجيد لهذه المواد، والتقليل من مكاب النفايات أي المحافظة على البيئة.
بدأت هذه الفكرة أثناء الحرب العالمية الأولى والثانية، وهذا لما خلفته من تلوث، وكثرة النفايات المتناثرة، حيث جمعت هذه المخلفات لإعادة استخدامها، ومع مرور الأيام أصبحت عملية إعادة التصنيع من أهم الطرق المتبعة في إدارة النفايات الصلبة لفوائدها البيئية. إن البرامج والحملات التي تقوم بها الجمعيات المهتمة بالبيئة لعبت دورا كبيرا في توسيع الفكر العام بموضوع إعادة التصنيع لما له من أهمية كبيرة وقد وجدت استقبال كبير لدى طلاب المدارس، وحتى ربات البيوت وأعضاء جمعيات البيئة.
كان يعتبر إعادة التصنيع المباشر شكل أساسي قبل التسعينيات، لكن مع بداية التسعينيات بدأ التركيز على إعادة التصنيع غير المباشر، وهذا يحسن تصنيع النفايات لإنتاج مواد أخرى تعتمد على نفس المادة الخام مثل:إعادة تصنيع الورق والكرتون، البلاستيك، والمعدن، وبالأخص الألومنيوم وغيرها.

## إعادة التصنيع

مثلث إعادة التصنيع

بغض النظر عن أهميته البالغة يمكن تعريفه على أنه عملية إعادة تصنيع واستغلال جيد للمخلفات، سواء كانت (منزلية، صناعية، زراعية) حيث تسمح لنا بإعادة تصنيع الجرائد إلى أطباق كرتونية، أو إعادة تصنيع العلب المعدنية القديمة لتقديم علب جديدة وبالتالي التقليل من تراكمها في البيئة، وتتم هذه العملية عن طريق تصنيف وفصل المخلفات على أساس المواد الخام الموجودة بها، ثم إعادة تصنيع كل مادة على حدى.

## الورق
الورق أحد أهم المنتجات الصناعية وهو عبارة عن مادة على شكل صفحات رقيقة تصنع بنسج الألياف السليولوزية للخضروات، وتستخدم مادة تلك الصفحات في الكتابة والطباعة والتغليف والتعبئة وفي الوفاء بالعديد من الأغراض التي تتراوح بين ترشيح الرواسب من المحاليل وصناعة أنواع معينة من مواد البناء.
يأتي الورق من ألياف السليلوز الموجودة في جدران مختلف الخلايا النباتية، وتشمل نبات الخيزران والقطن وعشب الحلفاء والقنب والجوت، وعيدان قصب السكر وسيقان القمح والأرز وأخشاب أخرى متنوعة.

## تصنيع الورق
يعتبر الخشب المصدر الرئيسي لألياف صناعة الورق، يتم تحضير الورق عن طريق ترشيح مزيج من الماء والألياف من خلال غربال أو منحل دقيق فتتشابك الألياف فيما بينها معطية صفيحة رقيقة على شكل ورق. تجفف هذه الصفيحة الرقيقة المبللة، فتنشأ روابط كيميائية بين الجزيئات في ألياف السيليلوز مكونة لنا رقيقة الورق بقوتها

## إعادة تصنيع الورق
هي عملية إعادة تصنيع واستخدام المخلفات الورقية حيث يتم جمع الورق المستعمل من المؤسسات والمدارس والهيئات وإرساله إلى مصانع الورق والكرتون التي تعمل على إعادة تصنيعه وبيعه على مستوى السوق المحلي أو الأسواق العربية المجاورة وهذا بالطبع يوفر العملة الصعبة من خلال خفض معدل استهلاك الورق، إضافة إلى توفير كميات الورق التي يحتاجها السوق في زمن قياسي.

## أنواع الورق المعاد تصنيعه
لا يتم إعادة تصنيع جميع أنواع الورق، فهناك أوراق لا تقبل الإعادة مثل الأوراق الصحية، ومن بين الأوراق التي يتم إعادة تصنيعها هناك ما يلي:
- الجرائد : هي أوراق خفيفة، قليلة المتانة، سهلة التشرب للسوائل، ذات عمر قصير.
- المجلات: أوراق المجلات هي أوراق شبيهة بأوراق الجرائد إلا أنها أوراق واضحة وتتصف باللمعان.
- الكرتون: يتكون من عدة طبقات، يستخدم في تغليف المطبوعات المختلفة أو في إنتاج صناديق التعبئة.
- الورق المقوى: هو ورق يستعمل في تغليف بعض المواد الغذائية.

## مراحل إعادة تصنيع الورق
راجع : إزالة الأحبار

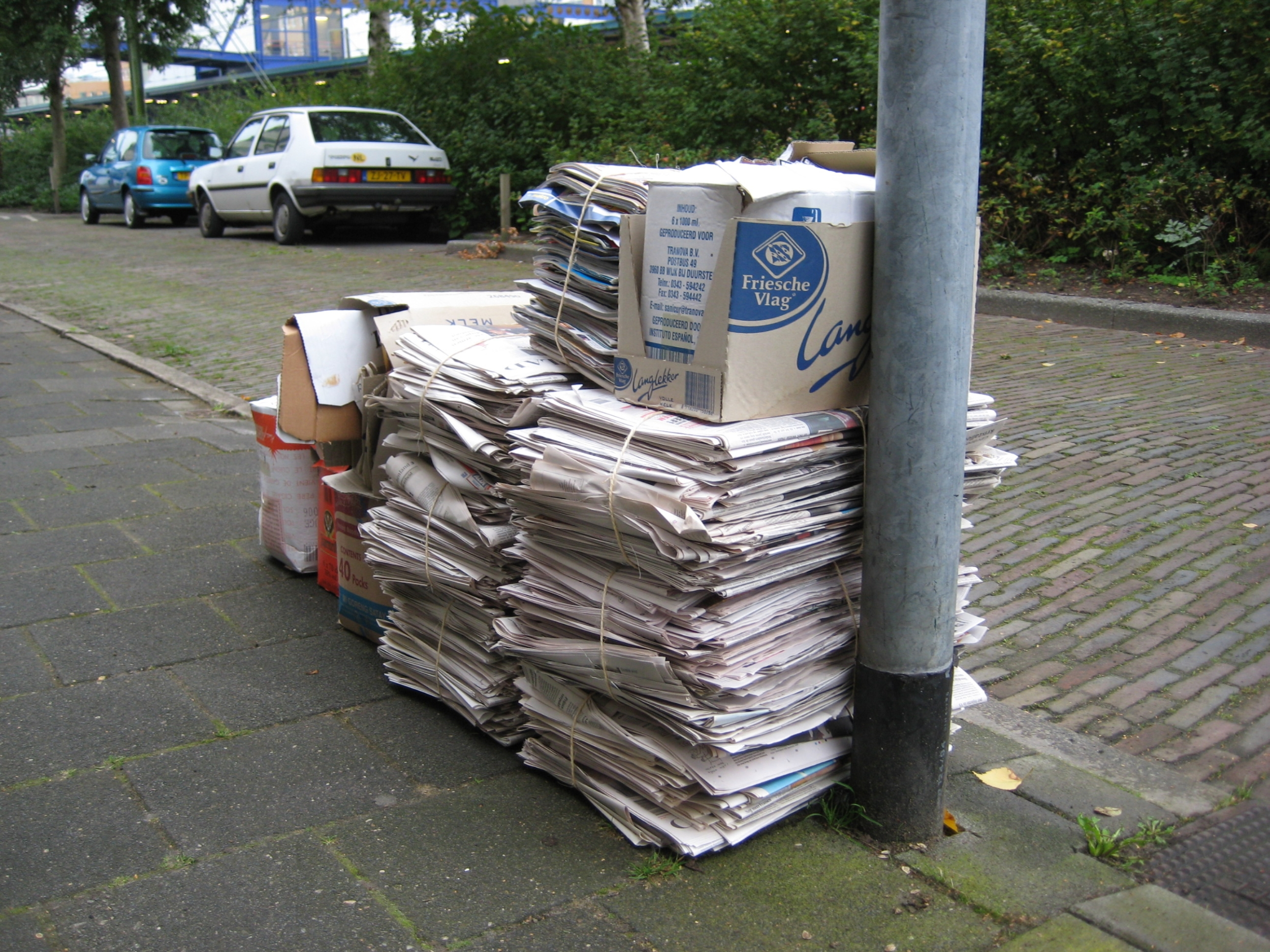
عملية الجمع والفرز

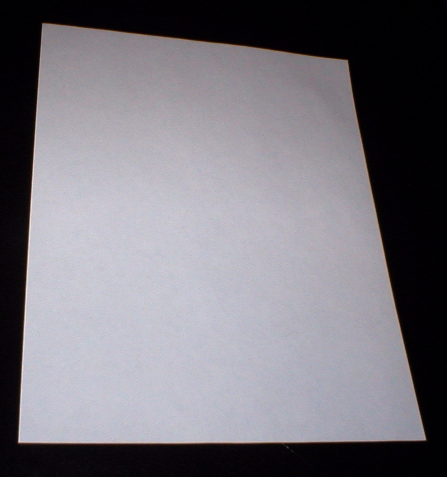
ورقة مشكلة

لإعادة تصنيع الورق يجب إتباع مجموعة من الخطوات التي تنتهي إلى إنتاج منتوج يمكن الاستفادة منه وهي على الترتيب التالي:
- الجمع : جمع الورق المستعمل من المؤسسات والمدارس والهيئات.
- الفرز : يعتبر أهم مرحلة في إعادة تصنيع الورق، للحصول على نوعية جيدة من الورق يتطلب الفرز الجيد.
- التقطيع : تقطيع الورق إلى شرائح رقيقة ومتجانسة بواسطة آلة القطع.
- الغسل : يتم غمر الورق المقطع في أحواض مائية
- الخلط : خلط الورق المقطع بواسطة جهاز الخلط للحصول على العجينة
- التشكيل : يشكل الورق بطرق مختلفة حسب المنتج المطلوب
- التجفيف : يتم تجفيف الورق المشكل.

## أهمية إعادة تصنيع الورق
لهذه الإعادة فائدة كبيرة في مجتمعنا تتمثل في أهمية:
- اقتصادية: تعتبر عملية اقتصادية من الدرجة الأولى حيث :
  - تساعد في تقليل الواردات من المواد الخام اللازمة لصناعة الورق.
  - تقليل البطالة وهذا من خلال توفير فرص عمل للشباب.
  - توفير الطاقة.
- بيئية:
  - تساعد في التخلص من هالك الورق بطريقة بيئية سليمة بدلا من حرقه إو دفنه مما يؤدي إلى زيادة التلوث.
  - خفض الطلب على الخشب والألياف والسماح للغابات بزيادة قدرتها على استيعاب الكربون في الغلاف الجوي.
  - حماية الأراضي الزراعية وأماكن رمي المخلفات الورقية.
- خيرية: تساعد العائد في تمويل الأنشطة الخيرية للجمعية.

طبقا لإحصائية وكالة حماية البيئة بالولايات المتحدة الأمريكية فإن إنتاج طن واحد من الورق 100% من مخلفات ورقية :
- يوفر 4100كيلو وات/ساعة من الطاقة.
- يوفر 28 متر مكعب من المياه.
- نقص في التلوث الهوائي الناتج بمقدار 24كغ من الملوثات الهوائية.

### إعادة تصنيع الورق المستعمل في
- الولايات المتحدة الأمريكية:

يوفر %64 من الطاقة.
يقلل %58 من تلوث المياه.
- مصر:

يوفر %74 من الطاقة.
يقلل 35% من تلوث المياه.
يقلل 71% من تلوث الهواء.
- الأردن :

يوفر %60 من الطاقة.
يقلل %95 من تلوث الهواء.

## مشاكل إعادة تصنيع الورق
رغم الأهمية الكبيرة التي تمتاز بها إعادة تصنيع الورق إلا أن لها بعض المشاكل التي تواجهها من بينها ما يلي :
- «عملية تجميع الورق المستهلك»، فرغم القرارات الحكومية الرامية إلى تشجيع إعادة التصنيع والأنظمة والقوانين التي تسنها الولايات والمدن والتعاون بين الحكومات والصناعات المختلفة، ما زالت هناك ضرورة لمزيد من التعاون من قبل المستهلك. يقول رادتيكي: «ما زالت هناك حاجة لتوعية الناس بشكل أكبر حول موضوع إعادة التصنيع، فكثير من الناس يجهلون أهميته».
- لا يمكن تدوير الورق أكثر من ثلاث مرات. لأن عملية إعادة التصنيع تقصر من طول الألياف السليولوز التي تدخل في صناعة الورق. إن الورق المدوّر في الغالب يكون ذا جودة أدنى من الورق المصنوع من لب الشجر الأصلي، لذا يستخدم الورق المدوّر في الغالب لصناعة الورق الخاص بالجرائد أو الكرتون. كما أن المكبّات ومعامل التدوير ليس كلها لديها التكنولوجيا الضرورية لفصل الورق الجيد عن الورق غير الجيد.
- إعادة تصنيع الورق أصبح احتكار لدى عدد قليل جدا من المصانع.
- استعمال مثل هذا الورق أصبح يشكل عدة مشاكل في التزويد بالورق المطلوب من بينها:
  - مشاكل في الجودة.
  - مشاكل في درجة النقاوة.
  - مشاكل في السماكة.
  - مشاكل في الملمس أو درجة النعومة.
  - الطلب يفوق العرض.